# Stamina
Stamina («Стамина») — программа для овладения десятипальцевым набором и методом слепой печати.
Название программы, подобно многим популярным брендам, подразумевает несколько разных значений. Автор, Алексей Казанцев, связывает происхождение названия со словом тычинки (англ. stamens), в результатах выполнения уроков используется термин «натыкано знаков». В то же время, название Stamina переводится с английского как «выносливость, жизненная сила», что характеризует назначение данного софта способствовать росту производительности операторов ПК.

## Функции

### Уроки для запоминания клавиш
- Базовые уроки[4]

### Увеличение скорости печати
- Работа с реальным текстом[5]
- Уроки на сочетания букв[6]
- Возможность набора текста из внешнего файла[7]
- Возможность набора под диктовку[8] (в современной версии для режима озвучки необходимо добавлять аудиофайлы самостоятельно)
- Редактор уроков[9]

### Удобство использования
- Возможность поддержки нескольких раскладок (рус, укр, US, UK, Dvorak…)
- Удобный интерфейс[10]
- Таймер
- Точные часы с корректировкой → точные результаты
- График изменения скорости в течение сеанса
- Графики прогресса по дням и по сеансам
- Статистика сколько всего набрали килобайт и за какое время[11]
- Подсвечивание букв и рабочих областей пальцев на виртуальной клавиатуре
- Настраиваемая внешность[12]
- Настройка звука[13]
- Автоподстройка размера программы под текущее разрешение экрана[14]

### Особенности программы
- Поддержка mp3-музыки + плей-лист[15]
- Свобода действий, предоставляемая пользователю
- Есть в дополнении к классическому — и альтернативное расположение пальцев: не «фыва—олдж», а «ывам—толд»[16].

### Дополнительные курсы уроков
По состоянию на апрель 2025 года, на базе новаторской методики Всесоюзного научно-методического центра профессионально-технического обучения молодежи Госпрофобра СССР, реализованной в Stamina, разными авторами разработаны оригинальные курсы уроков для арабской, азербайджанской, испанской, немецкой, норвежской, португальской, украинской, французской раскладок, раскладки Бирмана, набора китайских иероглифов посредством пиньинь. Поскольку Stamina не поддерживает Юникод, имеется сторонняя реализация данных курсов в онлайн-версии.

## Критика
Есть замечания, что интерфейс программы не предлагает четкой инструкции, в какой последовательности следует работать с уроками. Иногда критике подвергается одна из наиболее привлекательных для пользователей особенностей программы — юмористическая составляющая.

## Stamina в литературе
В юмористическом рассказе «Кто такая Стамина!?» обыгрывается сходство названия программы с фамилией человека.